# Guvernantka dětí Francie
Guvernantka dětí Francie (někdy guvernantka královských dětí) byl úřad u francouzského královského dvora v předrevoluční Francii a během Restaurace Bourbonů. Guvernantka byla zodpovědná za výchovu dětí a vnoučat panovníka. Držitelka úřadu pocházela z nejvyšší francouzské šlechty. Guvernantka byla podporována různými zástupkyněmi nebo podguvernantkami (sous gouvernantes).

## Guvernantky dětí Francie

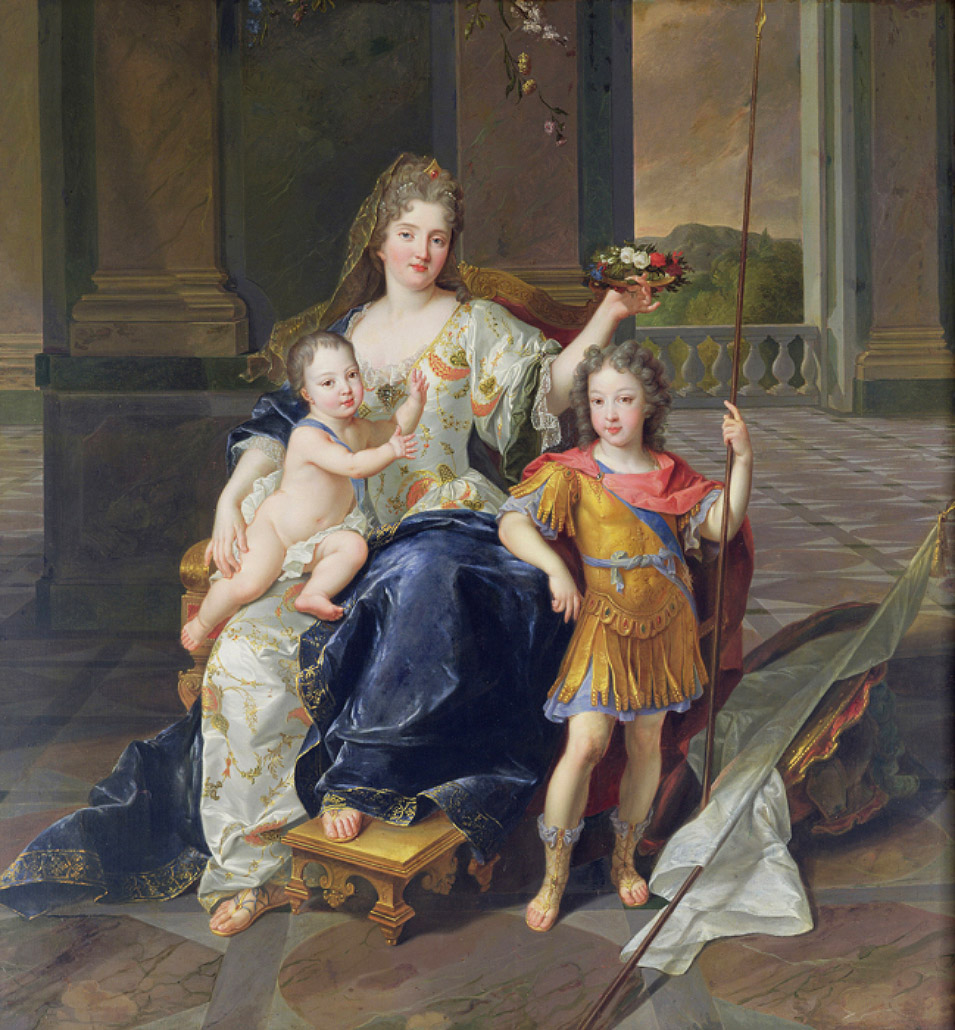
Vévodkyně z La Ferté-Senneterre s vévodou z Anjou na klínu a vévoda bretaňský, François de Troy

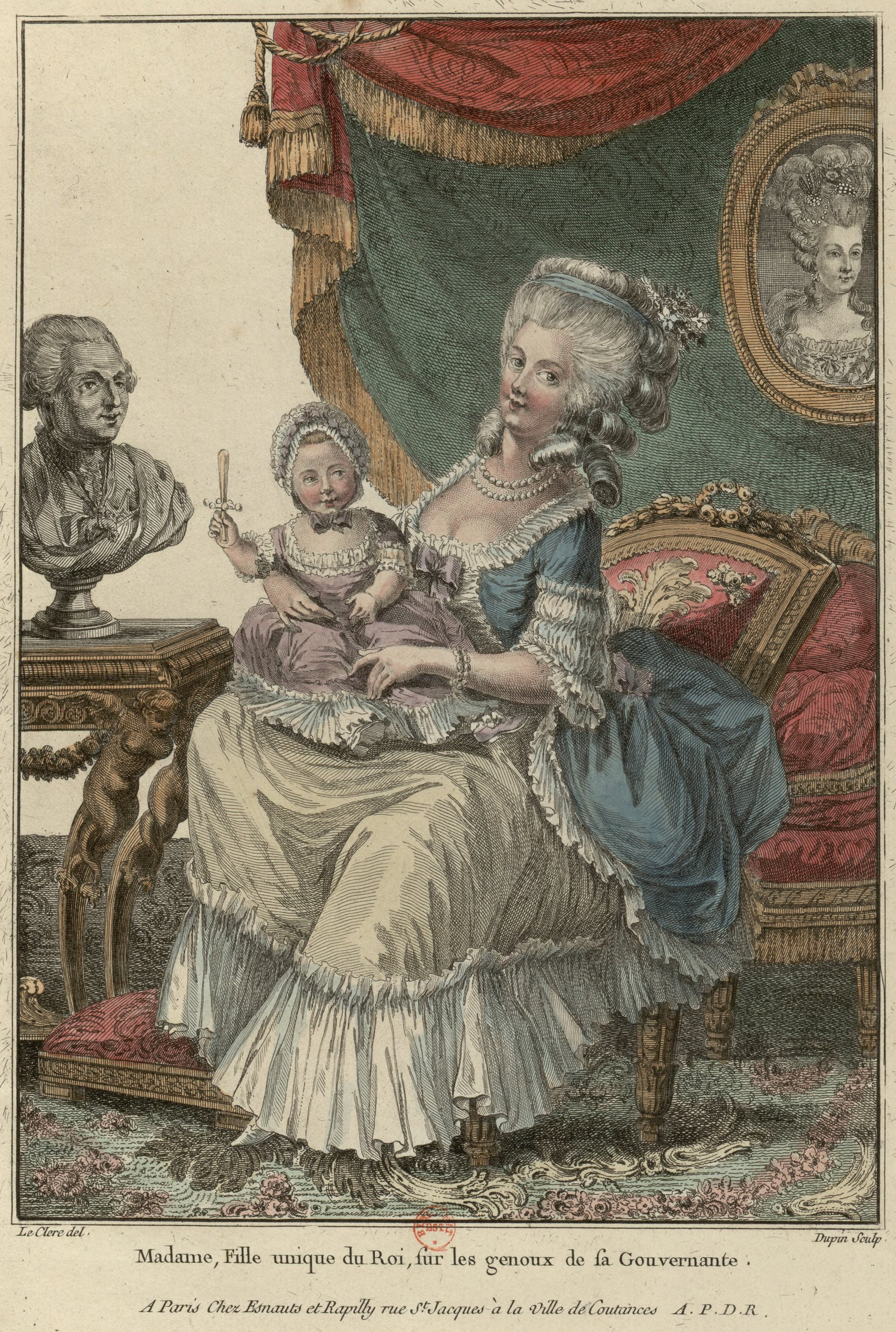
Viktorie de Rohan s Madame Royale, na stěně obraz Marie Antoinetty, neznámý autor

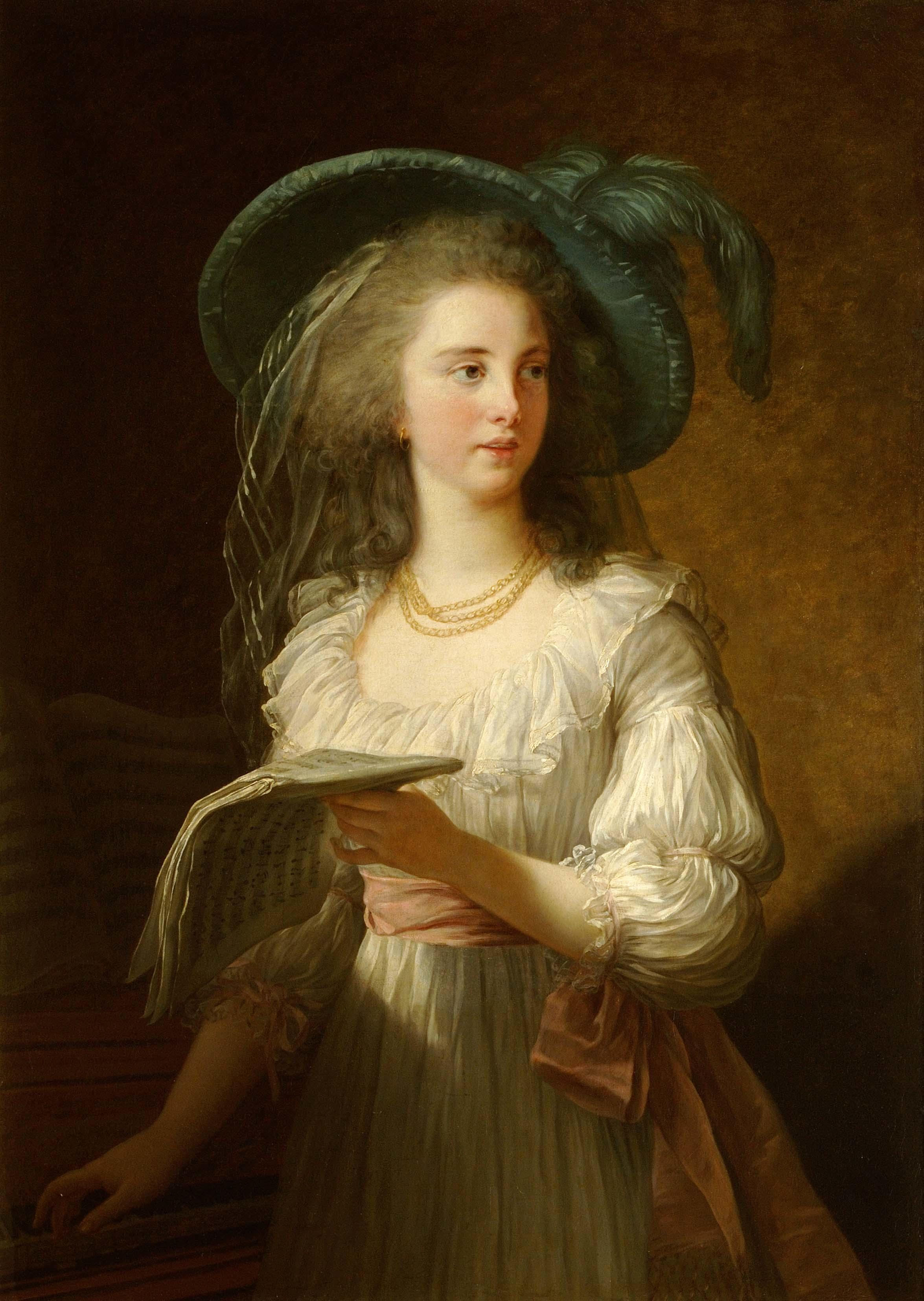
Gabriela de Polastron, Madame Vigée Le Brun

### DětiLudvíka XII.
- Michelle de Saubonne

### DětiFrantiška I.
- Charlotte Gouffier de Boisy
- Guillemette de Sarrebruck

### DětiJindřicha II.
- 1544–1557: FFrançoise d'Humières
  - Marie-Catherine Gondi
  - Charlotte de Curton
- Louise de Clermont
- Claude Catherine de Clermont

### DětiKarla IX.
- 1572–1578: Isabelle de Monthoiron

### DětiJindřicha IV.
- 1601–1625: Françoise de Montglat

### DětiLudvíka XIII.
- 1638–1643: Françoise de Lansac
- 1643–1646: Marie-Catherine de Senecey

### DětiLudvíka XIV.
- 1661–1664: Julie d'Angennes
- 1661–1672: Louise de Prie

#### DětiVelkého dauphina
- 1682–1691: Louise de Prie

#### Dětiburgundského vévody
- 1709–1710: Marie Isabelle Angélique de La Mothe-Houdancourt
- 1710–1735: Charlotte de La Mothe-Houdancourt
  - Anna Julie de Melun
  - 1704–1717: Madame de La Lande
  - 1710–1717: Marie-Suzanne de Valicourt

### DětiLudvíka XV.
- 1727–1735: Charlotte de La Mothe-Houdancourt
- 1735–1754: Marie Isabelle de Rohan
  - 1727–1746: Madame de La Lande
  - 1727–1744: Marie-Suzanne de Valicourt
  - 1729–?: Marguerite d'Armand de Mizon

#### DětiLudvíka, dauphina francouzského
- 1735–1754: Marie Isabelle de Rohan
- 1754–1776: Marie Luisa de Rohan
  - 1771–1778: Marie Angélique de Mackau

### DětiLudvíka XVI.
- 1776–1782: Viktorie de Rohan
- 1782–1789: Gabriela de Polastron
- 1789–1792: Louise-Élisabeth de Croÿ de Tourze
  - 1776–1792: Marie Angélique de Mackau
  - 1781–1792: Renée Suzanne de Soucy
  - 1785–1792: Agathe de Rambaud

### DětiKarla Ferdinanda, vévody z Berry
- 1819–1830: Marie Joséphine Louise, vévodkyně de Gontaut